# Edward Lear

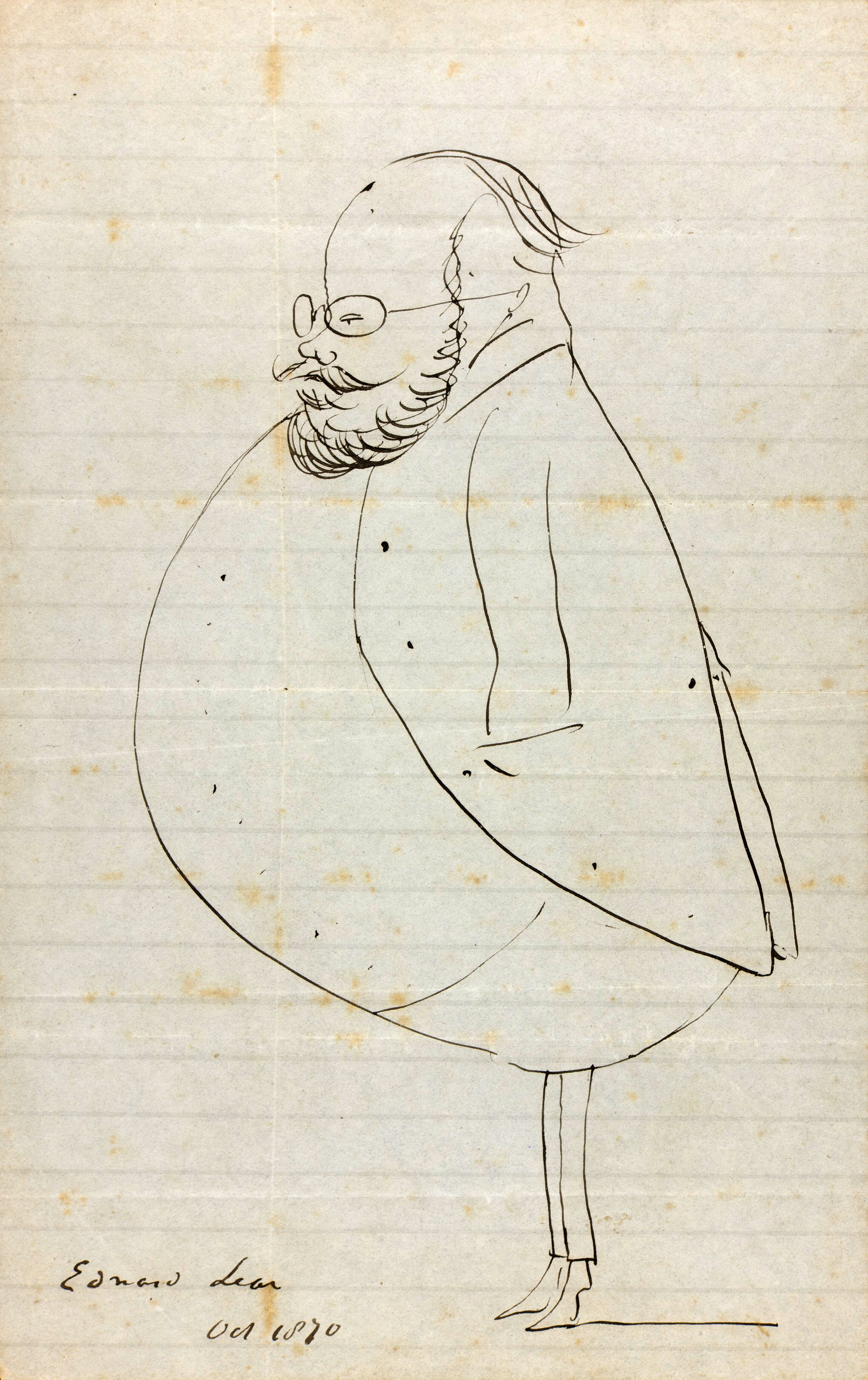
Edward Lear - tecknat självporträtt från 1870.

Edward Lear, född 12 maj 1812 i Holloway i Islington i London, död 29 januari 1888 i San Remo, Ligurien, Italien, var en brittisk författare, illustratör och konstnär.
Lear är idag mest känd för sin nonsenslitteratur och sina många limerickar, men han var också en framgångsrik tecknare och har skrivit många reseskildringar vilka alltjämt är läsvärda. Lear reste mycket i Medelhavsområdet, bland annat i Grekland och Albanien, och skrev om sina upplevelser i sin dagbok Journals of a Landscape Painter in Greece and Albania. Han var både i norra delen av Albanien, i Shkodra, och längs kusten i söder.

## Biografi
Lear föddes i en medelklassfamilj i Holloway som det 20:e av 21 barn till Ann och Jeremiah Lear, en föga framgångsrik börsmäklare. Han uppfostrades av sin äldre syster, också med namnet Ann. På grund av familjens allt sämre finanser fick han, vid fyra års ålder, och hans syster lämna hemmet och bygga upp ett eget hushåll.
Lear led av hälsoproblem. Från sex års ålder led han av epilepsi, bronkit, astma och senare i livet, synproblem. När Lear var omkring sju år började han även visa tecken på depression.
Lear gifte sig aldrig men friade två gånger till en och samma kvinna, men fick avslag. Han dog i sitt hem 1888 av hjärtproblem som han hade lidit av sedan cirka tjugo år tillbaka.

## Konstnär
Lear tecknade redan mot betalning då han var 16 år och snart utvecklades han till illustratör; hans första publicering, publicerad då han var 19 år, var Illustrations of the Family of Psittacidae, or Parrots 1830.
Lear reste under tre år runt i Italien och gav ut två volymer med illustrationer, Illustrated Excursions in Italy. Lear gav lektioner i teckning till drottning Victoria, som hade blivit förtjust i hans Excursions och kallade honom till hovet, vilket ledde till en del pinsamma incidenter då han inte alltid följde passande hovetikett. Lear återvände därefter till Medelhavet, där han önskade illustrera alla uddar längs kusten.
Genom hela livet fortsatte han att måla. Han hade en livslång ambition att illustrera Tennysons dikter; mot slutet av hans liv gavs en volym ut med ett mindre antal illustrationer, men hans vision av verket realiserades aldrig.

## Författare

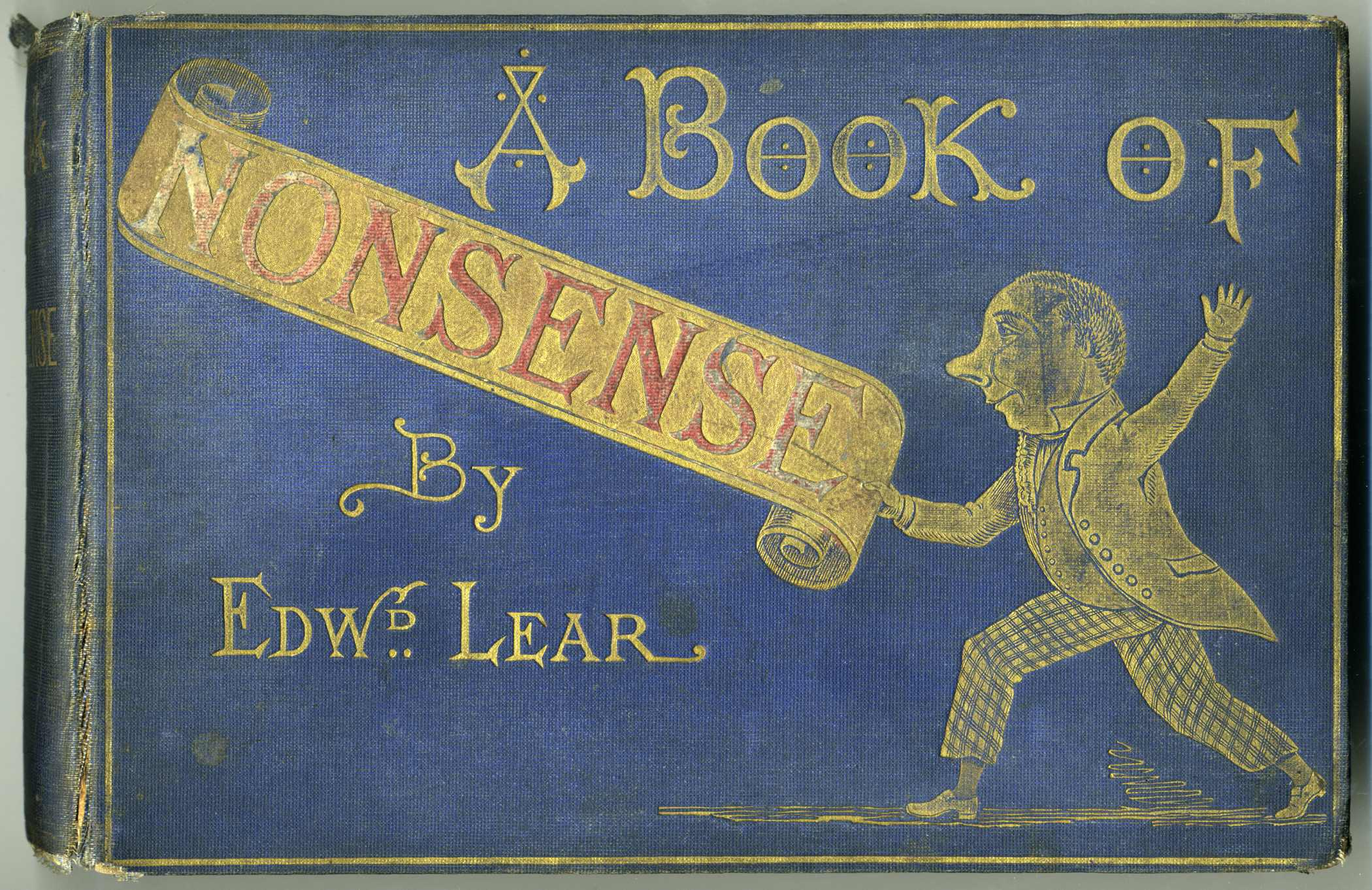
A Book of Nonsense (James Millers utgåva från cirka 1875) av Edward Lear

1846 gav Lear ut A Book of Nonsense, en volym med limerickar som gavs ut i tre upplagor och hjälpte till att popularisera diktformen. 1865 gavs The History of the Seven Families of the Lake Pipple-Popple ut och 1867 hans mest kända stycke av nonsens, The Owl and the Pussycat, vilken han skrev till sin mecenat Edward Smith-Stanley, 13:e earl av Derbys barn. Många fler verk följde.
Lears nonsensböcker var ganska populära under hans livstid, men ett rykte cirkulerade att "Edward Lear" endast var en pseudonym, och att böckernas verkliga författare var mannen till vem Lear dedicerade verken, hans mecenat earlen av Derby. Anhängare till detta rykte framförde som bevis det faktum att båda hette Edward, och att "Lear" är ett anagram av "Earl".

## Verk

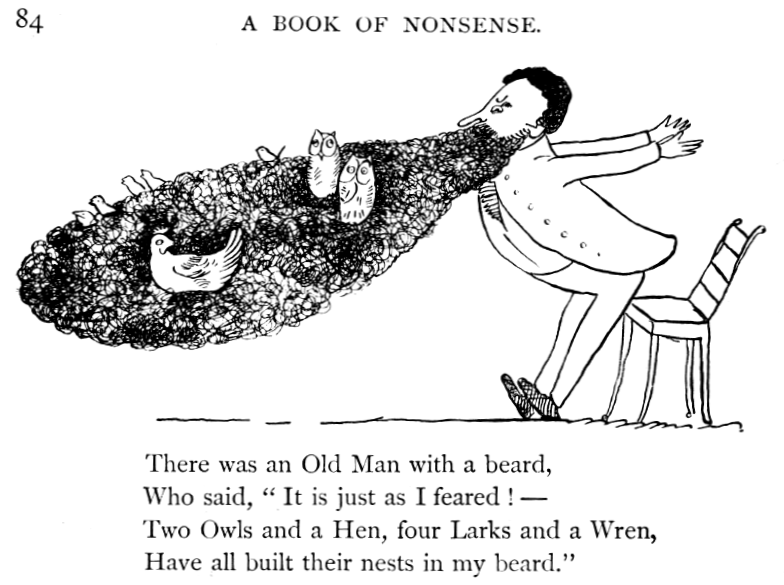
Ett exempel ur Lears barnbok A book of nonsense (En nonsensbok). "There was an old man with a beard, Who said: "It is just as I feared! - Two owls and a hen, four larks and a wren, Have all built a nest in my beard."

- Illustrations of the Family of the Psittacidæ (1832)
- Tortoises, Terrapins, and Turtles av J.E. Gray
- Views in Rome and its Environs (1841)
- Gleanings from the Menagerie at Knowsley Hall (1846)
- Illustrated Excursions in Italy (1846)
- Book of Nonsense (1846)
- Journal of a Landscape Painter in Greece and Albania (1851)
- Journal of a Landscape Painter in Southern Calabria (1852)
- Book of Nonsense and More Nonsense (1862)
- Views in the Seven Ionian Isles (1863)
- Journal of a Landscape Painter in Corsica (1870)
- Nonsense Songs and Stories (1871)
- More Nonsense Songs, Pictures, etc. (1872)
- Laughable Lyrics (1877)
- Nonsense Alphabets
- Nonsense Botany (1888)
- Tennyson's Poems, illustrated by Lear (1889)
- Facsimile of a Nonsense Alphabet (1849, men inte publicerad förrän 1926)
- The Scroobious Pip, ej färdig vid hans död, men kompletterad av Ogden Nash och illustrerad av Nancy Ekholm Burkert (1968)

### Utgivet på svenska
- Rim och oförnuft (A book of nonsense) (översättning Britt G. Hallqvist, Natur och kultur, 1952)
- Den fantastiska resan: en nonsenshistoria (The story of the four little children who went round the world) (bilder Anne Bous, översättning Ingegerd Leczinsky, Bergh, 1975)

## Illustrationer

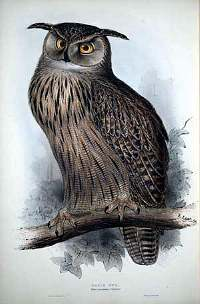
Bubo, Edward Lear, 1837
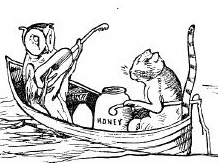
Ännu en av Edward Lears ugglor
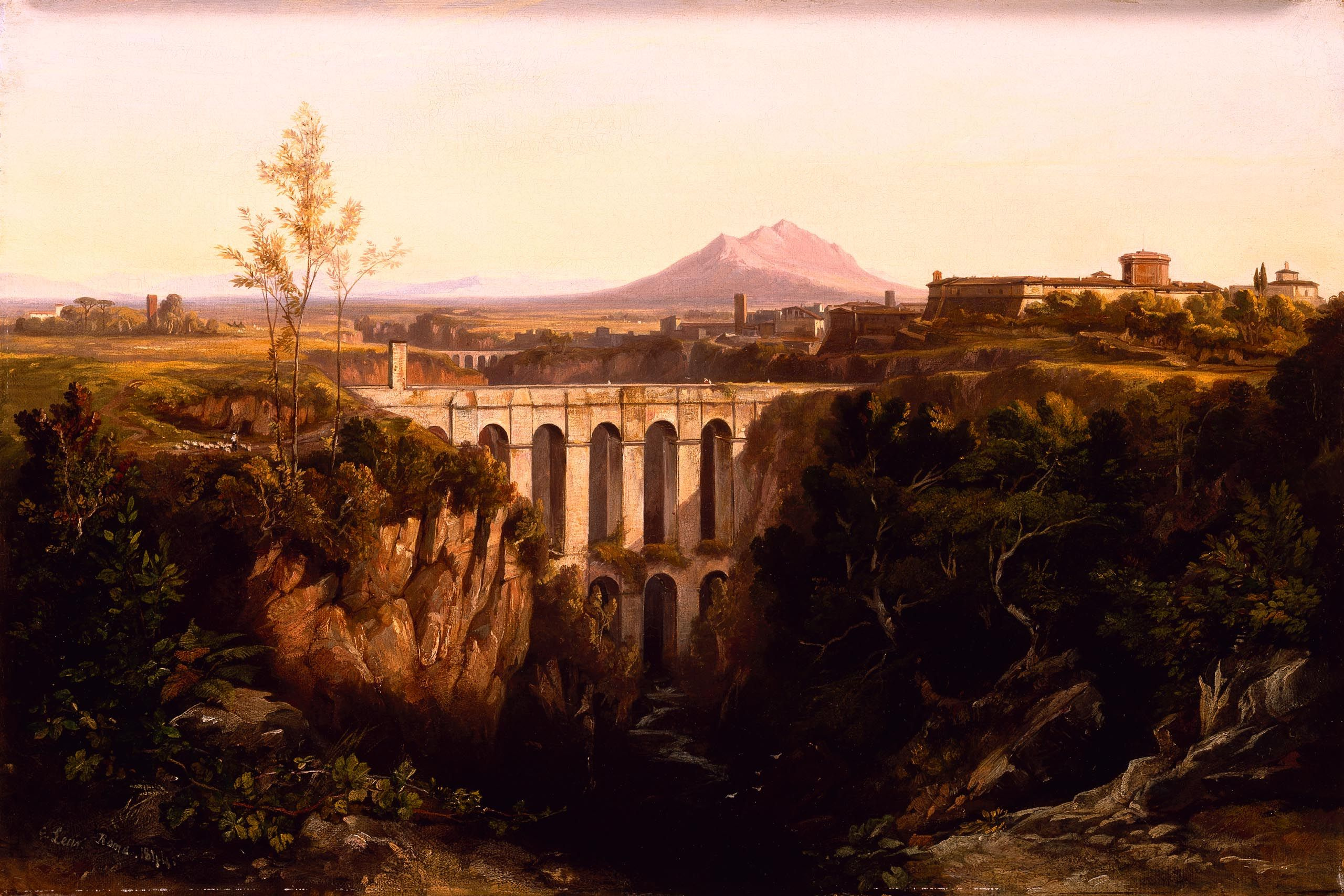
Oljemålningen Civita Castellana (1844) med motiv från en av Lears många resor